# Джибуті
Джибу́ті (фр. Djibouti; араб. جيبوتي Jībūtī; сом. Jabuuti), офіційно Респу́бліка Джибу́ті — держава на півночі Африканського Рогу. Межує із Еритреєю на півночі, з Ефіопією — на заході й півдні, з Сомалі — на південному-сході. Решта кордону проходить по Червоному морю і Аденській затоці. По іншу сторону Червоного моря, на Аравійському півострові, за 20 км від узбережжя Джибуті, розташована республіка Ємен. Джибуті — розміром близько 23 200 квадратних кілометрів. Столицею країни й головним портом є місто Джибуті. Країна входить до числа країн, що розвиваються.
Населення 712 тис. (2004) (ісса 47 %, афари 37 %, європейці 8 %, араби 6 %); мови: французька (державна), сомалі, арабська, афарська. Релігія — іслам і християнство. Національне свято — 27 червня — День незалежності (1977). Грошова одиниця — джибутійський франк. Джибуті економічно слабкорозвинена держава, приблизно п'ята частина населення країни живе нижче межі бідності (дохід на душу населення складає 1.25$). Останні роки при підтримці європейських та аравійських країн відчутний позитивний поступ в економіці та суспільстві республіки Джибуті.

## Історія
Територія сучасної Джибуті була заселена задовго до початку нашої ери. В III ст. до н. е. сюди проникли торговці з Греції, Індії, Персії та Південної Аравії. З початку IX ст. по кінець XIV ст. територія Джибуті була частиною мусульманського державного утворення Султанат Іфат. Османсько-португальське суперництво за контроль над Джибуті закінчилося перемогою Португалії (XVI ст.), але в XVII ст. владу знову захопили султанати.
Франція робила спроби закріпитися на узбережжі Аденської затоки з 1850-х. У 1888 році на узбережжі французами був заснований морський порт Джибуті. З 1896 року нова колонія з адміністративним центром у місті Джибуті стала називатися Французький Берег Сомалі. Активно розвивалася торгівля, французькі колоністи створювали землеробські та скотарські господарства. Введення в експлуатацію спільної джибутійсько-ефіопської залізниці 1917 року перетворило країну на важливий військово-стратегічний пункт в Індійському океані. У 1946 році колонія отримала статус заморської території Франції.
Перша політична партія — «Демократичний союз Сомалі» (ДСС) — створена в 1958 році. У 1960-ті роки створюються партії на етнічній основі: «Партія народного руху» (ПНТ), «Демократичний союз афарів» (ДСА) та інші. Зростання політичної активності в колонії змусило Францію в 1967 році надати їй розширену автономію, вона одержала також нову назву — «Французька територія афарів та ісса» (ФТАІ). У 1975 році заснована перша міжетнічна партія — «Африканська народна ліга за незалежність» (АНЛН), яка виступила ініціатором руху за незалежність країни. На референдумі, проведеному 8 травня 1977 року, 98,7 % населення Джибуті висловилися за незалежність.

### Незалежність
27 червня 1977 року проголошено незалежну державу Республіка Джибуті. Президентом країни обраний голова АНЛН Хасан Гулід Аптідон. Робилися спроби підтримки етнічного балансу між ісса і афара (за перші два роки незалежності тричі змінювався склад уряду). У березні 1979 року на базі АНЛН створена партія «Народне об'єднання за прогрес» (НОП) на чолі з Х. Г. Гулідом. Після переобрання його на новий президентський термін в 1981 році в країні введена однопартійна система. Напруженість у відносинах між афара та ісса на початку 1990-х років призвела до збройних сутичок. У 1991—1994 роках проти уряду виступало опозиційне військове угруповання афарів ФВЄД («Фронт за відновлення єдності та демократії»).
У 1992 році під тиском опозиції та міжнародних фінансових організацій повернута багатопартійність. На президентських виборах 1993 року знову переміг Х. Г. Гулід. ФВЄД відновив збройне протистояння владі. Після тривалих переговорів уряд визнав ФВЄД легальною партією. Помірне крило керівництва партії на парламентських виборах 1997 року виступило в єдиній коаліції з правлячою НОП. Радикальна частина ФВЄД продовжувала антиурядові виступи до підписання мирного договору між ними у травні 2001 року.
У 1999 році Х. Г. Гулід, отримавши 74,1 % голосів, був переобраний президентом на новий шестирічний термін. За фінансової допомоги МВФ почалася реалізація економічних реформ, розрахована до 2002 року. Обсяг ВВП в 2002 році склав 619 млн дол. США, його зростання — 3,5 %. Рівень інфляції в 2002 році становив 2 %. Чергові парламентські вибори відбулися 10 січня 2003 року. В умовах бойкоту виборів деякими опозиційними партіями (СДА, ФВЄД та ін.) перемогу на них здобула правляча партія НОП.

## Географія

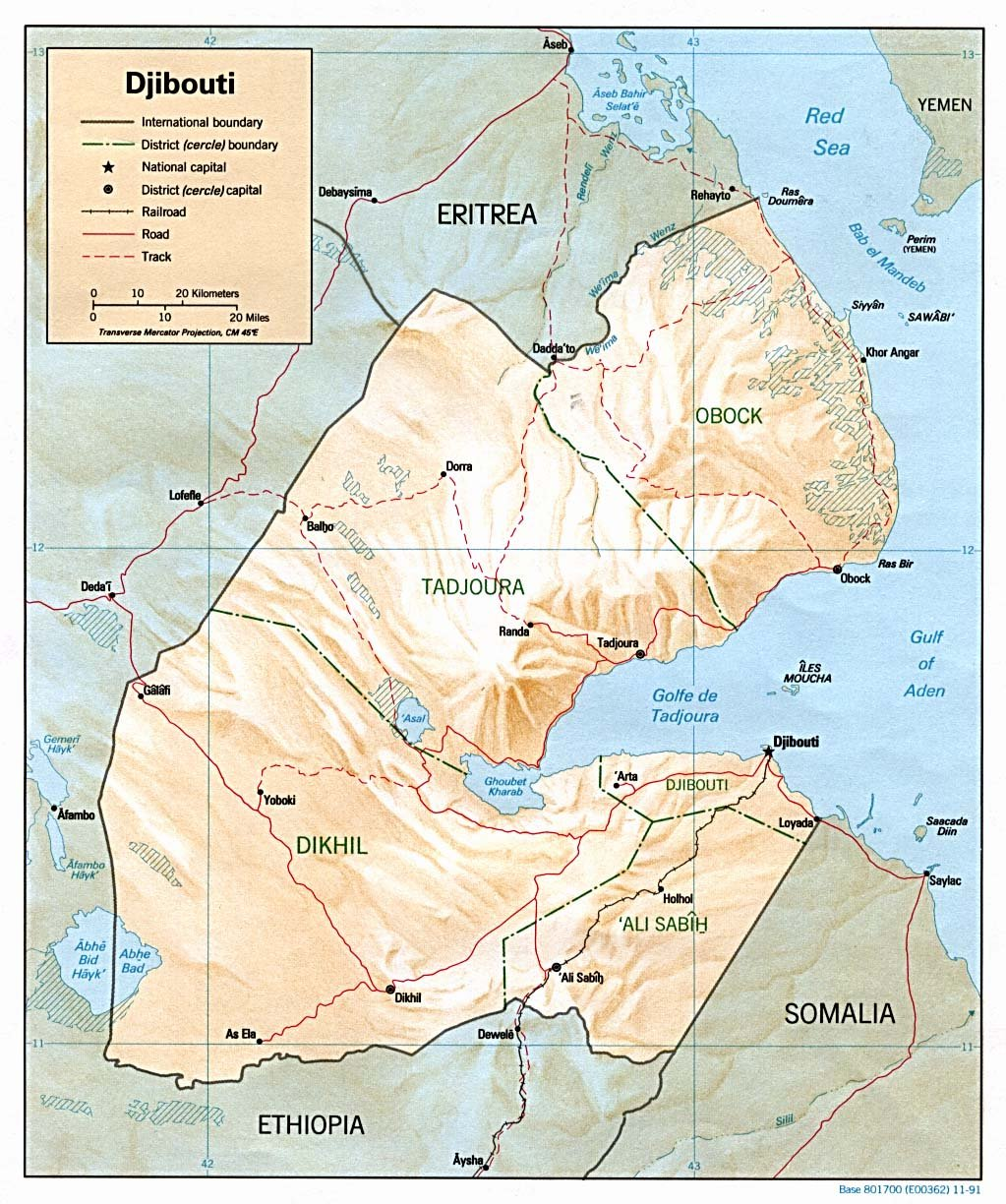
Карта країни

Держава розташована у Східній Африці, територія країни простягається з півночі на південь на 200 км, а із заходу на схід — на 117 км. Континентальна держава, розташована в районі Африканського Рогу і на островах Маскаєв, Муша і Семи братів, омивається Аденською і Танджерською затоками та знаходиться з південного входу в Червоне море (Баб-ель-Мандебська протока). На півночі межує з Еритреєю (спільний кордон — 113 км); на заході й півдні — з Ефіопією (337 км); на сході — з Сомалі (60 км). На сході омивається водами Аденської затоки Індійського океану, довжина берегової лінії — 370 км.

### Геологія
Джибуті розташована в зоні постійної вулканічної діяльності. Для рельєфу характерне чергування гірських масивів з низинними лавовими плато, увінчаними невисокими конусами згаслих вулканів. Вся територія країни входить в зону підвищеної сейсмічності. Повсюдно виходи геотермальних вод, причому більшість з них можуть використовуватися як джерело для одержання дешевої електроенергії. Корисні копалини — гіпс, глина, вапняк, кам'яна сіль і кухонна сіль, пемза, перли і пуцолан.
Територію з північного-сходу займають південні відроги Данакільського хребта (вища точка — гора Муса-Алі, 2022 м). Інша частина території, що розташована на захід і південь від затоки Таджура, знаходиться в межах западини Данакіль, вкритої базальтовим та ріолітовими лавами, майже позбавленими ґрунтів. Тектонічні рухи розділили ці ділянки на крутосхильні височини і глибокі западини, які потім були порізані ущелинами тимчасових річок.
Центральну частину країни займають кам'янисті, піщані або глиняні рівнини, які називаються тут «бад», найбільш знижені ділянки заповнені солоними озерами. Найбільше з них — Ассаль — лежить в улоговині, опущеній нижче рівня моря на 153 м. Запаси солі в озері Ассаль оцінюються в 1-2 млрд т. І це поки що основне мінеральне багатство країни.

### Клімат
Клімат тропічний, спекотний і сухий. Кам'янисті западини і улоговини — одне з найбільш спекотних місць на земній кулі. Середні місячні температури повітря +27-35 °С. максимуму — +42-43 °С — вони досягають у липні. У місті Джибуті мінімальна середня річна температура досягає 25 °С, середня максимальна — 35 °С, а в западинах перевищує 40 °С. У зимові місяці спека трохи спадає. Опадів у країні випадає вкрай мало — від 130 мм у Джибуті до 45 мм на берегах бада Ассаль. Найбільша кількість вологи (500 мм) випадає в горах Рогу та Мабла.
| Клімат Джибуті          | Клімат Джибуті | Клімат Джибуті | Клімат Джибуті | Клімат Джибуті | Клімат Джибуті | Клімат Джибуті | Клімат Джибуті | Клімат Джибуті | Клімат Джибуті | Клімат Джибуті | Клімат Джибуті | Клімат Джибуті | Клімат Джибуті |
| Показник                | Січ.           | Лют.           | Бер.           | Квіт.          | Трав.          | Черв.          | Лип.           | Серп.          | Вер.           | Жовт.          | Лист.          | Груд.          |                |
| Абсолютний максимум, °C | 34             | 34             | 37             | 38             | 44             | 47             | 47             | 47             | 44             | 39             | 36             | 34             |                |
| Середній максимум, °C   | 29             | 29             | 31             | 32             | 34             | 37             | 41             | 39             | 36             | 33             | 31             | 29             |                |
| Середній мінімум, °C    | 23             | 24             | 25             | 26             | 28             | 30             | 31             | 29             | 29             | 27             | 25             | 23             |                |
| Абсолютний мінімум, °C  | 19             | 18             | 21             | 21             | 21             | 23             | 22             | 22             | 23             | 21             | 18             | 17             |                |
| Днів з дощем            | 3              | 2              | 2              | 1              | 1              | 0              | 1              | 1              | 1              | 1              | 2              | 2              |                |
| ----------------------- | -------------- | -------------- | -------------- | -------------- | -------------- | -------------- | -------------- | -------------- | -------------- | -------------- | -------------- | -------------- | -------------- |
| Джерело: BBC Weather    |                |                |                |                |                |                |                |                |                |                |                |                |                |

### Внутрішні води

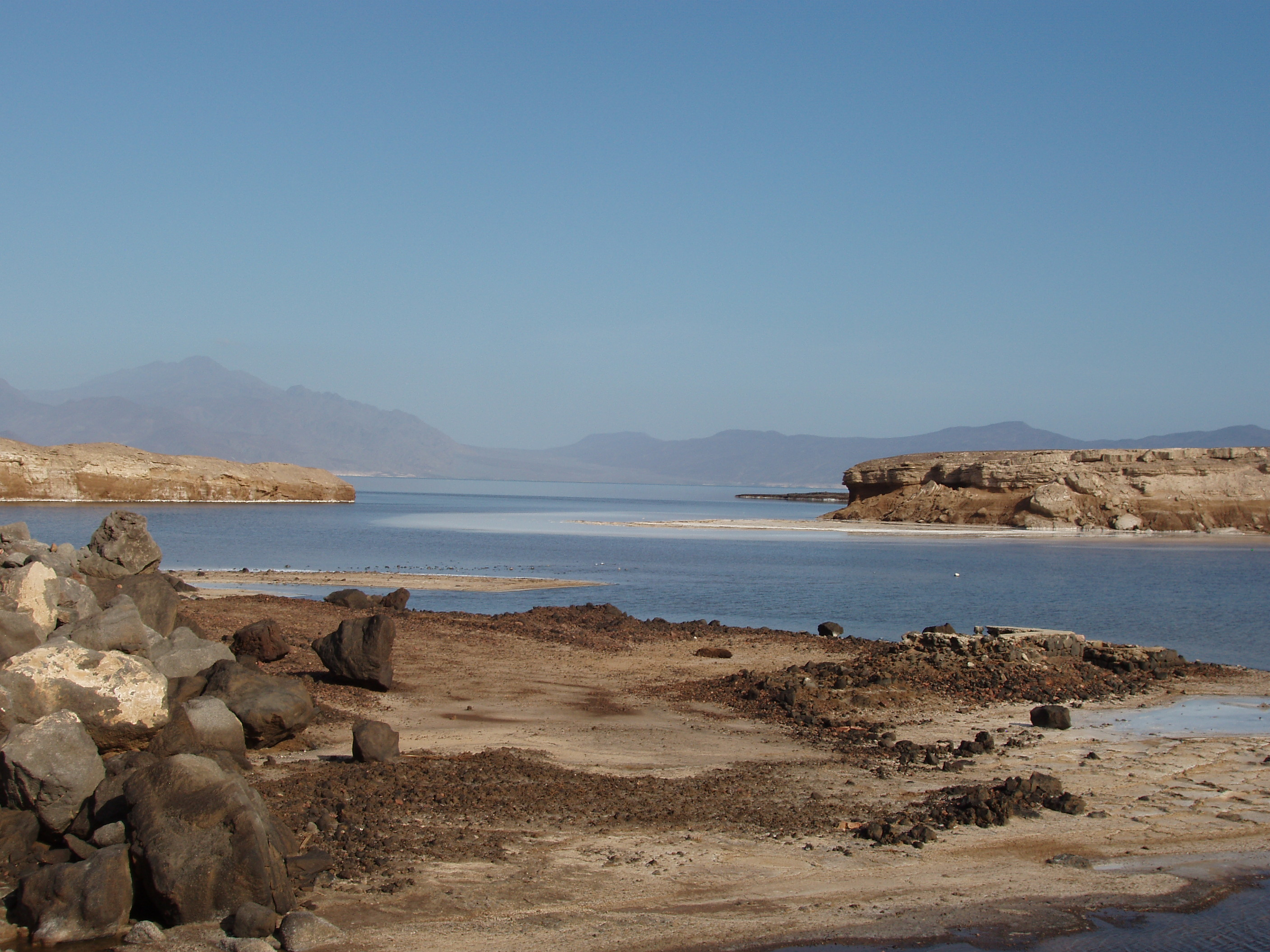
Озеро Ассаль

Коли з Аравії в червні — серпні починають дути піщані хамсини, температура у Джибуті сягає 45 °C. На початку і в кінці цього спекотного періоду в травні і вересні (час тангабілі), в місті Джибуті вологість повітря сягає майже 100 %. У такій атмосфері людям важко дихати, зате бідна рослинність кам'янистих рівнин починає оживати. Час «тангабілі» — справжній порятунок для цієї країни, де немає постійних річок. Великі озера — Ассаль (солоне) і Аббе (прісне). Нестача питної води є однією з головних проблем. На найближчі роки вона може бути вирішена шляхом більш широкого використання підземних вод.

### Ґрунти й рослинний покрив

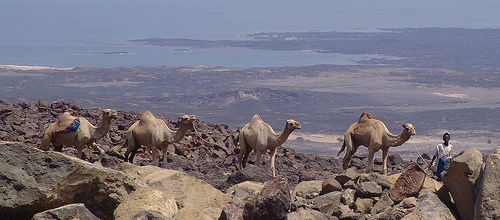
Краєвид поблизу озера Ассаль

Флора в основному пустельна і злаково-чагарникові напівпустелі (злакові, різноманітні акації). Трав'яний покрив, в якому переважають малопоживні види, сильно розріджений. Лише на окремих вершинах і звернених до океану схилах Данакільського хребта, де випадає близько 400 мм опадів в рік, трапляються ділянки рідкостійних лісів з деревоподібними формами ялівцю, оливкових дерев, мімоз і акацій. А от у реліктовому лісі Дай (гірський масив Рогу) зростають ялівець, оливкове дерево, самшит, туя, фікус Драцена та інші, по його долині — Дум-пальма. Зрештою, і в невеликих і нечисленних оазах ростуть пальми — дум і фінікова та подекуди окультурені деревоподібні види кущів та кавові дерева. На узбережжі та островах збереглися мангрові ліси.

### Тваринний світ
Тваринний світ країни бідний. Лише навколо оаз можна зустріти невеликі стада антилопи-орикси, за якими полюють гієни і шакали, а в лісах — зграйки мавп. Також на цих територіях живуть антилопи куду і сасса, бородавочники, дикі кішки, мангуст, медоїди, морські черепахи, сахарські лисиці, шакали, багато птахів (бл. 240 видів, особливо рідкісні види страусів), плазуни (зокрема варани , кобри і пітони), метелики і комахи. Прибережні води славляться багатством коралових рифів, достатком промислової риби, крабів і лангустів.

## Політична система
Джибуті за формою правління є президентською республікою, глава держави — президент. Державний устрій — унітарна держава. У країні діє конституція, яка була схвалена на референдумі 4 вересня 1992 року і набула чинності 15 вересня 1992 року.

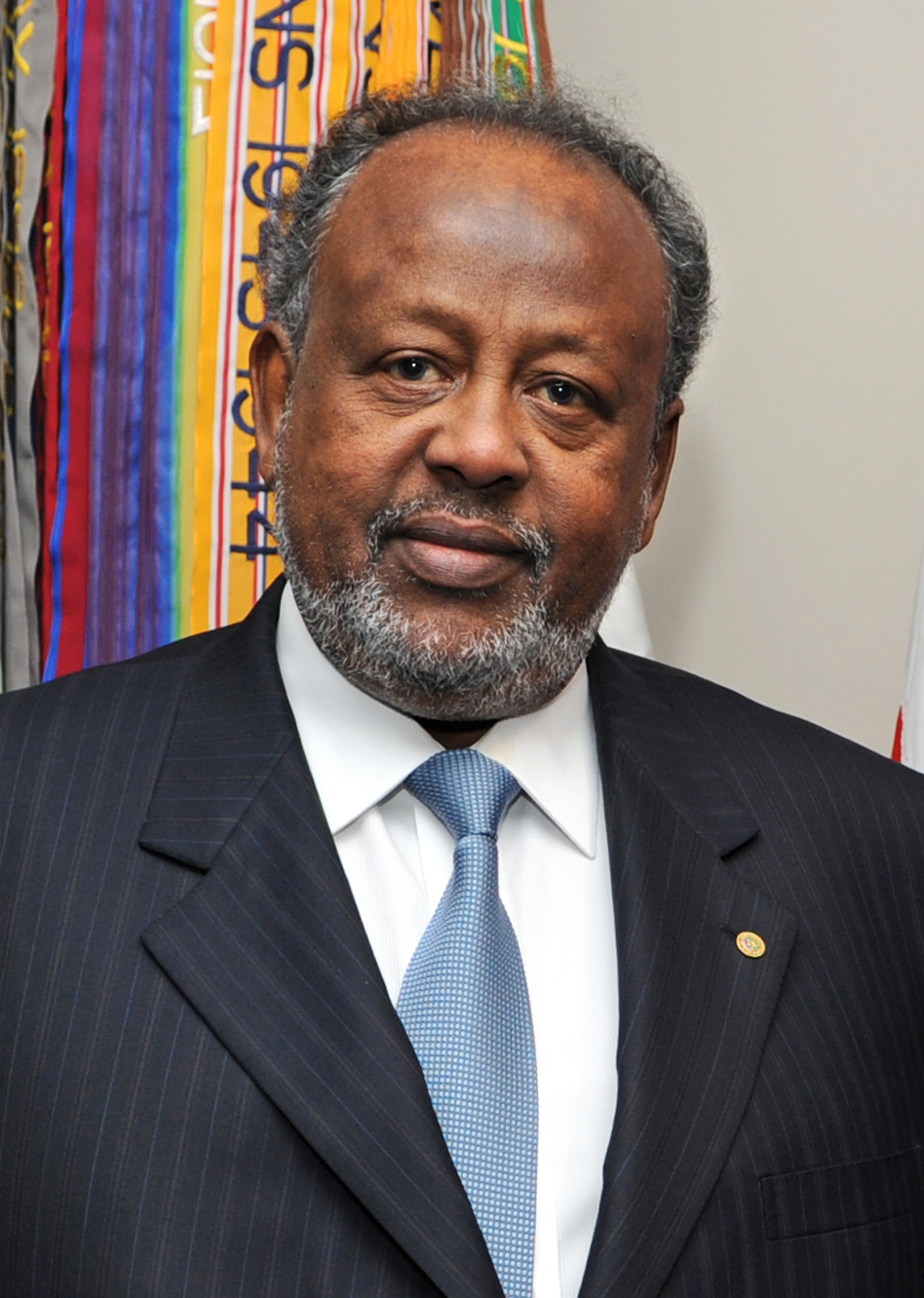
Ісмаїл Омар Гелле

Президент обирається в ході загального голосування строком на 6 років і може переобиратися ще на один термін. Президент має серйозний вплив на уряд і є верховним головнокомандувачем Збройних сил Джибуті.
Виконавча влада здійснюється президентом і урядом (Рада Міністрів). Уряд очолюється прем'єр-міністром. Однак, у країні переважає кланова суспільна ієрархія, внаслідок чого ці групи представників намагаються оволодіти ключовими постами в виконавчій сфері і поставити на посаду прем'єр-міністра ключову персону певного клану.

### Парламент
Законодавча влада належить однопалатному парламенту — Національним зборам, що складається з 65 депутатів. Депутати обираються загальним голосуванням терміном на 5 років. Право голосу — з 18 років, право бути обраним — з 23 років.

#### Політичні партії

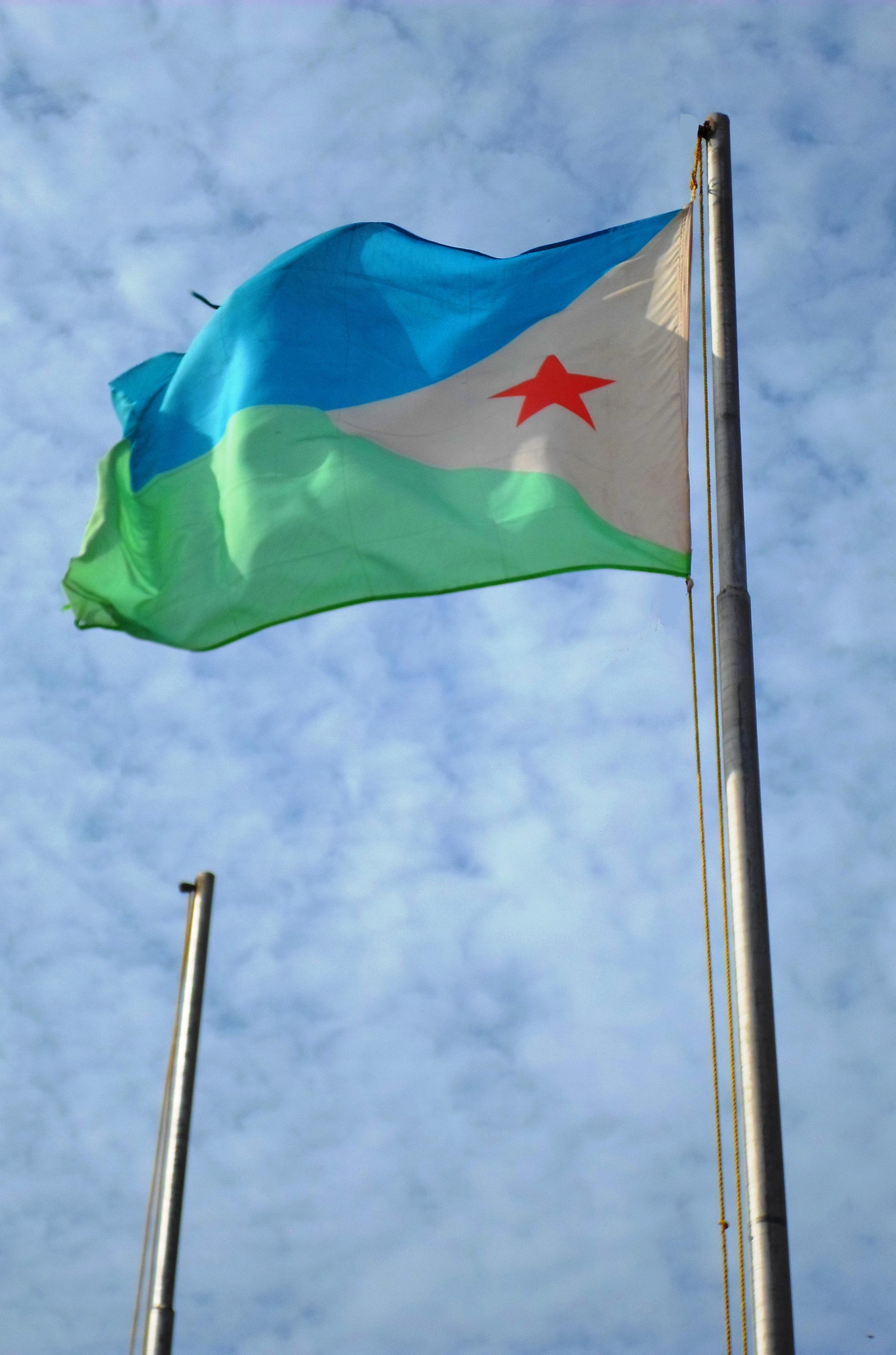
Прапор Джибуті

У Джибуті склалася багатопартійна система (налічується більше 20 політичних партій). Найвпливовіші з них: «Народне об'єднання за прогрес, НОП» (Rassemblement populaire pour le progrès, RPP), лідер — Ізмаїл Омар Геллех (Ismael Omar Gelleh), ген. сек. — Мохамед Алі Мохамед (Mohamed Ali Mohamed). Правляча партія, єдина легальна партія в 1981—1992, створ. в 1979; «Партія демократичного оновлення, ПДО» (Parti du renouveau démocratique, PRD) голова — Абділлахі Хамаретех (Abdillahi Hamareiteh), ген. сек. — Макі Хумед Габана (Maki Houmed Gaba). заснована у 1992. Виступає за створення демократичного уряду, сформованого на основі парламентської більшості; «Союз демократичного альянсу, СДА» (Alliance républicaine pour la démocratie, ARD), керуючий — Ахмед Дини Ахмед (Ahmed Dini Ahmed). Основна опозиційна партія, створ. в 2002.; " Фронт за відновлення єдності і демократії, ФВЄД " (Front pour la restauration de l"unité et de la démocratie, FRUD), керівник — Алі Мохамед Дауд (Ali Mohamed Daoud), ген. сек. — Угурех Кіфлех Ахмед (Ougoureh Kifleh Ahmed). Заснований у 1991 як військове угруповання афарів, після розколу (1994) одна з її фракцій у березні 1996 легалізована як партія.

#### Профспілковий рух
Профспілкові об'єднання. Загальне об'єднання праці, ВОТ (Union Générale du Travail). Створено в 1977 року, до 1992 носило назву «Загальне об'єднання трудівників Джибуті». Об'єднує 22 професійних союзи, що нараховують у своїх лавах 17 тис. членів. Керуючий — Юсуф Мохамед (Yussuf Mohamed), генеральный секретар — Аден Мохамед Арду (Aden Mohamed Ardou).

### Судова влада
Судова система ґрунтується на сучасному праві, мусульманському і традиційному (звичаєвому) праві. Судову владу представляє Верховний суд, заснований у 1979 році. Є також Вищий апеляційний суд і суд першої інстанції. Трибунал безпеки, суди шаріату, кримінальні суди округів, а також суди з проблем праці.

### Зовнішня політика

#### Українсько-джибутійські відносини
Уряд Джибуті офіційно визнав незалежність України 6 січня 1992 року, дипломатичні відносини з Україною не встановлено. Дипломатичних і консульських представництв в Україні не створено, найближче посольство Джибуті, що відає справами щодо України, розташоване в Парижі. Справами України в Джибуті відає українське посольство в Ефіопії.
У 2018 році Джибуті проголосувала [Архівовано 8 квітня 2019 у Wayback Machine.] за резолюцію ГА ООН щодо дотримання прав людини в Криму.

### Державна символіка
Державний прапор був розроблений Махамудом Харбі й був офіційно піднятий 27 червня 1977 року. Кольори інтерпретуються так: білий — світ, синій — море і небо, зелений — земля, а червона зірка означає єдність. Цей прапор використовувався з 1972 року африканським Союзом національного визволення. А потім кольори були витлумачені інакше — зелений колір символізував афарів-мусульман, а синій був кольором ісса-мусульман.
Державний герб був розроблений художником Хасаном Робле. Джибуті також має печатку, яка має той же дизайн, як на гербі, а його офіційний зміст роз'яснюється в законодавстві та розпорядчих актах. На гербі зображений лавровий вінок (символізує здобутки нації після отримання незалежності) навколо щита та списа (символізують національний суверенітет і територіальну цілісність), увінчаного п'ятьма зірками, а також традиційні для Джибуті кинджали лезами догори.
Державний гімн було прийнято після отримання незалежності від Франції в 1977 році. Слова гімну написав Аден Ельмі, мелодію — Абді Роблег.

## Адміністративно-територіальній поділ

Регіони країни

В адміністративно-територіальному відношенні територія держави поділяється на: 5 регіонів і одне місто, прирівняне до регіону. Регіони країни розділені на округи — всього 11, при чому деякі округи охоплюють різні регіони (але саме округи й вважаються головною адміністративною одиницею). В свою чергу округи складаються з муніципалітетів. Округами управляють комісари республіки (префекти), які водночас є ще й мерами окружних центрів.
Географічно-територіальні регіони Джибуті:
- Регіон Алі-Сабіх (Ali Sabieh Region) (Region d'Ali Sabieh)
- Регіон Арта (Arta Region) (Region d'Arta)
- Регіон Дикіль (Dikhil Region) (Region de Dikhil)
- Джибуті (місто) (Djibouti (city)) (Ville de Djibouti)
- Регіон Обок (Obock Region) (Region d'Obock)
- Регіон Таджура (Tadjourah Region) (Region de Tadjourah)

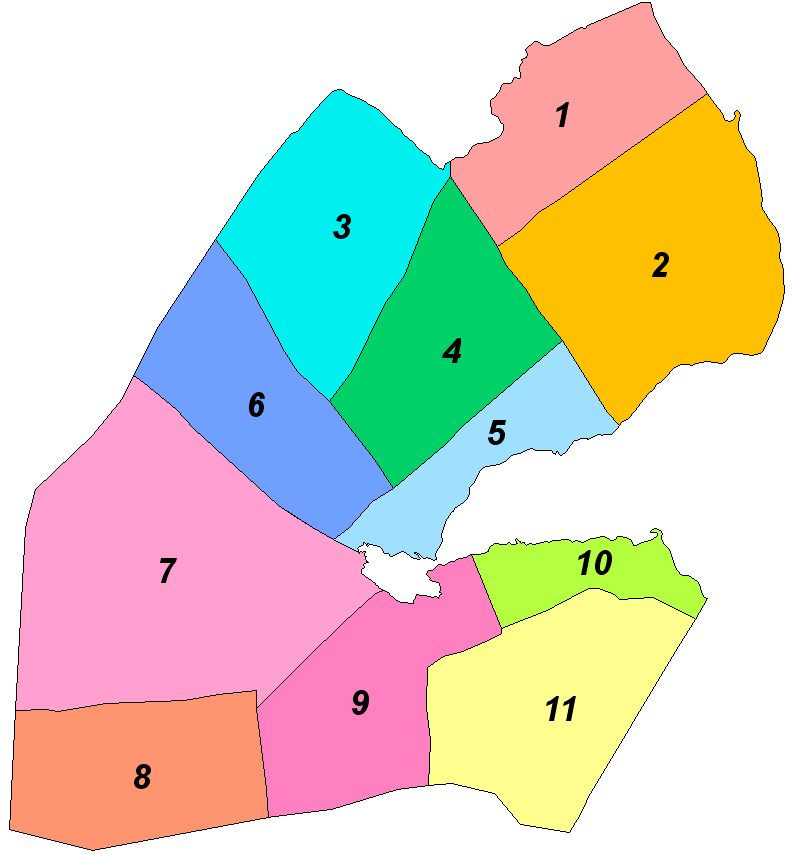
округи країни

Адміністративні одиниці Джибуті — округи:
- Алайлі округ (Alaili Dadda)
- Алі-Сабіх округ (Ali Sabieh District)
- Ас Ейла округ (As Eyla District)
- Балга округ (Balha District)
- Дикіль округ (Dikhil District)
- Джибуті округ (Djibouti District)
- Дорра округ (Dorra District)
- Обок округ (Obock District)
- Ранда округ (Randa District)
- Таджура округ (Tadjourah District)
- Йобокі округ (Yoboki District)

## Збройні сили
Чисельність збройних сил у 2000 році складала 9,6 тис. військовослужбовців: Армія — 9,2 тис. осіб, Військово-морські сили — 200 осіб, Військово-повітряні сили — 200 осіб. Існують також напіввійськові підрозділи жандармерії (1,2 тис. осіб) і національні сили безпеки — 3 тис. осіб (дані за 2002 рік). Загальні витрати на армію склали 28 млн доларів США. Збройні сили Джибуті створені в 1977 році. З 1992 року діє загальна військова повинність для чоловіків у віці 18-25 років. Витрати на оборону від 4 % до 5 % від ВВП країни.
На території країни з колоніальних часів залишається найбільша військова база Франції в Африці: 2850 солдат. В середині XX століття на території Джибуті базувався Французький іноземний легіон. Після визнання незалежності держави цей легіон в основному передислокувався, залишивши декілька підрозділів. І на сьогоднішній день, через тісні контакти вони продовжують допомагати в становленні Джибутійських Збройних сил. Регулярно проводяться франко-джибутійські військові маневри. Джибуті під час першої війни в Перській затоці (1990–1991) використовувалася як оперативна база військ США.
У 2001 році уряд Джибуті здав в оренду колишній базовий табір французьких легіонерів — Лемоньєр (Lemonier) уряду США. Табір Лемоньєр використовується для боротьби з тероризмом в регіоні, головним чином як база для повітряного патрулювання над територією Сомалі, Червоного моря та Аденської протоки. Американські чиновники згодом перенесли сюди і весь апарат Африканського антитерористичного відділення, якому доручено керівництво і оперативна діяльність в рамках операції «Нескорена свобода». Африканське антитерористичне відділення зараз налічує 1500 солдатів та цивільних співробітників з США. З 2008 року ця ж структура взяла під свою опіку всю структуру протипіратської операції в Аденській затоці та Індійському океані.

## Економіка

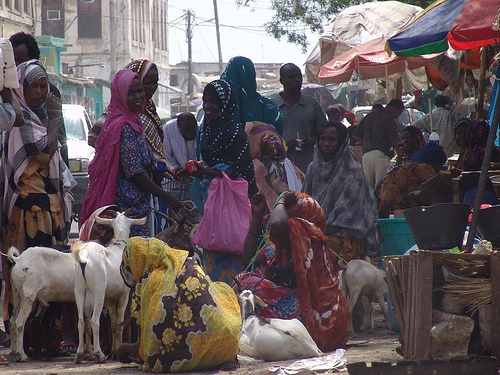
Місцевий ринок Джибуті

Джибуті — відстала в економічному плані держава. Валовий внутрішній продукт (ВВП) у 2006 році склав 619 млн доларів США (177-е місце в світі); що у перерахунку на одну особу становить 1 тис. доларів (174-е місце в світі). Промисловість разом із будівництвом становить 22 % від ВВП держави; аграрне виробництво разом з лісовим господарством і рибальством — 18 %; сфера обслуговування — 60 % (станом на 2006 рік).
Трудові ресурси не достатньо кваліфіковані, хоча з часом ситуація вирівняється, завдяки сприянню урядових та інвестиційних проектів. Економічно активне населення — 315 тис. осіб. Зайнятість активного населення у господарстві країни розподіляється наступним чином: 8 % — промисловість і будівництво; 77 % — аграрне, лісове і рибне господарства; 15 % — сфера обслуговування (станом на 2006 рік). Безробіття становить від 40 % до 50 % і є серйозною проблемою. Споживання на душу населення знизилося, за оцінками, на 35 % за останні 7 років — через економічний спад, громадянські війни, а також високі темпи зростання населення (включаючи мігрантів та біженців).
Надходження до державного бюджету Джибуті за 2006 рік склали 135 млн доларів США, а витрати — 182 млн; дефіцит становив 74 %.
Через несприятливі кліматичні умови та нерозвинений промисловий сектор економіка Джибуті базується на сфері послуг, пов'язаних з стратегічним місцем розташування цієї країни і її статусу, як зони вільної торгівлі в Північно-Східній Африці. Майже дві третини населення живе в столиці, інші в основному кочові скотарі. У районі порту Джибуті створена вільна економічна зона.
Джибуті надає послуги як транзитного порту для регіону і міжнародного перевалочного центру та дозаправлення. Країна має мало природних ресурсів і мало промисловості тому й значно залежить від іноземної допомоги для надання сприяння її платіжного балансу та фінансування проектів розвитку. Поновлення бойових дій між Ефіопією та Еритреєю була корисною для Джибуті, а столичний порт після здобуття незалежності Еритреї, почав використовуватись як головний вихід до моря для Ефіопії. Зіткнувшись з численними економічними проблемами, уряд намагається знизити заборгованість по довгостроковій зовнішньої заборгованості і поступово задовольняє умови зовнішньої допомоги донорів держави (ЄБРР, Франція, США, МВФ, Саудівська Аравія, тощо).

### Фінанси
Фінансова та інвестиційна структура в країні стає тільки на ноги. В країні розвивається низка інвестиційних проектів за участю відомих світових компаній. Деніел Р. Саттон, американський соляний магнат, вклав близько 70 млн дол США по дослідженню і промисловому збору солі в районі озера Ассаль. Розвиваються інвест-проекти: із золотошукачами з Індії, геотермальними експертами з Ісландії, турецькими готельними менеджерами, нафтовими інженерами із Саудівської Аравії, французькими банкірськими мережами і американськими військовими підрядниками. Інвестори з Дубаю мають дозвіл на побудову в країні ще одного транспортного вузла, в рамках зусиль по розвитку в регіоні портових терміналів (нафтових, газових чи зернових). Саудівські інвестори, вивчають можливість поєднання Африканського Рогу з Аравійським півостровом за допомогою 18-мильного підвісного мосту через протоку Баб-ель-Мандіб, що має назву Міст Рогу. Саме, Тарік бен Ладен, зведений брат Усами бен Ладена, був пов'язаний з проектом (Bridge of the Horns).

### Валюта

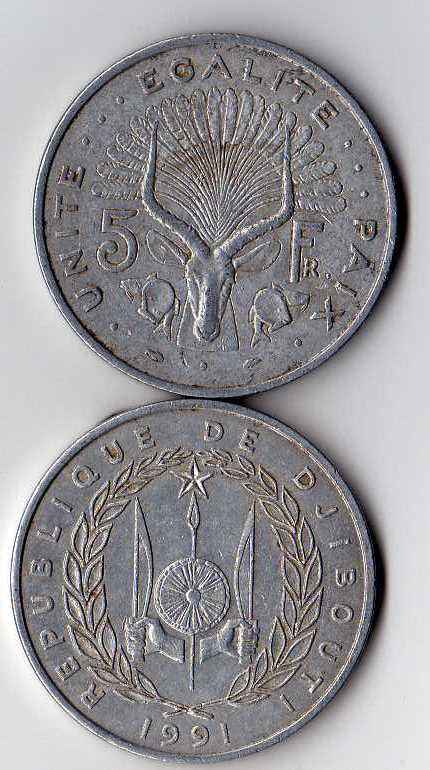
Джибутійський франк

Національною валютою країни слугує джибутійський франк (DJF), що складається з 100 сантимів. Інфляція не викликає занепокоєння, через фіксовану прив'язку франка до долара США. Курс національної валюти у 2004 році становив 1 USD = 177,72 DJF.

### Промисловість
Головні галузі промисловості:
- харчова (кондитерські фабрики, борошномельні комбінати і молочні комбінати, заводи з первинної обробки морепродуктів, а також з випаровування солі з морської води, завод з виробництва мінеральної води);
- шкіряна;
- будівельних матеріалів;
- текстильна;
- гірнича.

Розвиваються паперова і фармацевтична галузі промисловості.

### Енергетика
Основа паливно-енергетичного балансу — імпортовані нафта та нафтопродукти, а також деревне вугілля. Працюють 6 ТЕС. Ведуться дослідження з використання альтернативних джерел енергії (в тому числі геотермальних вод). За 2004 рік було вироблено 200 млн кВт/год електроенергії (експортовано 0 млн кВт/год); загальний обсяг спожитої — 186 млн кВт/год (імпортовано 0 млн кВт/год).
У 2004 році споживання нафти склало 12 тис. барелів на добу, природний газ не використовується для господарських потреб.

### Агровиробництво

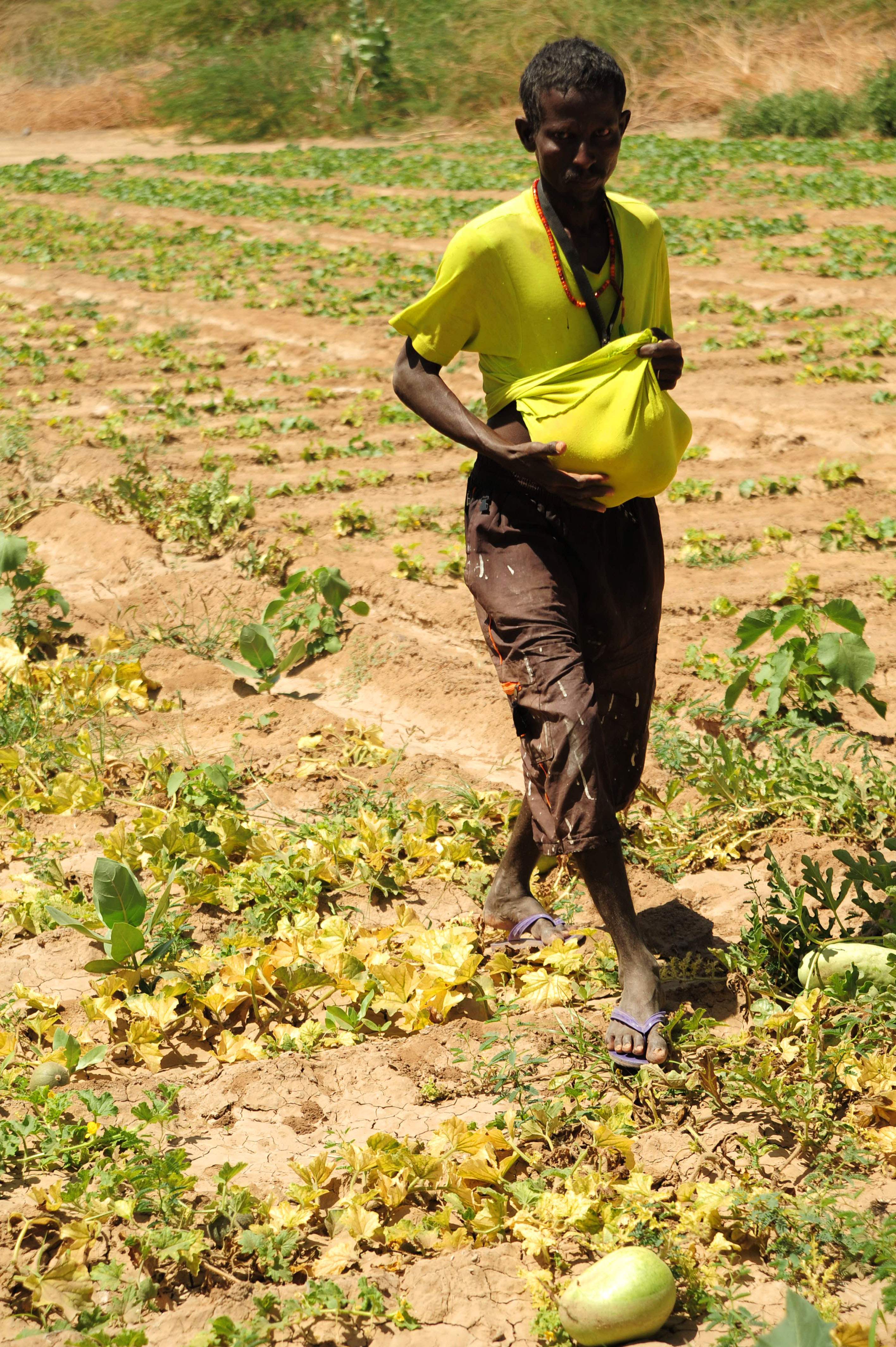
На полях країни

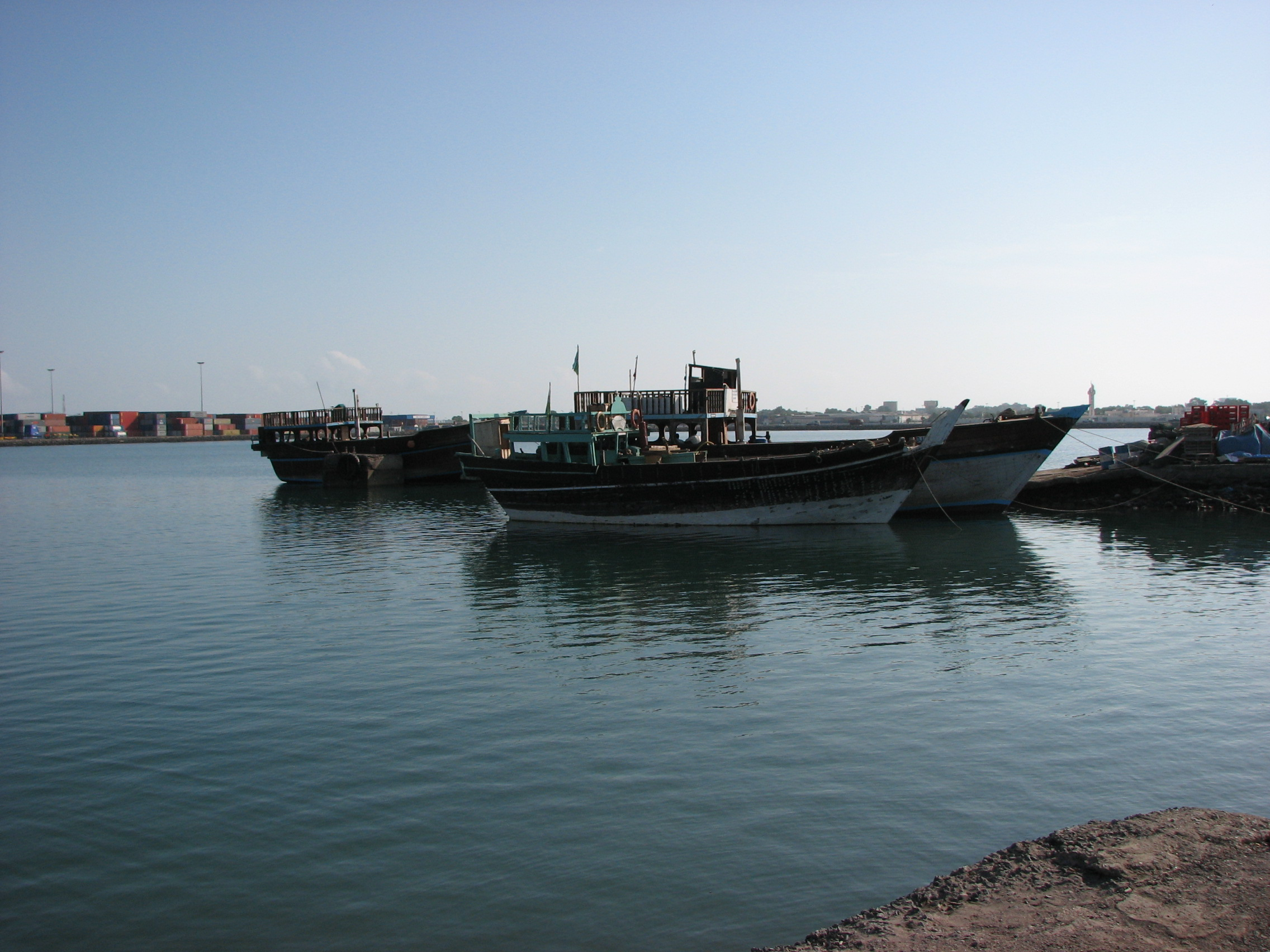
Рибалки

Серйозний збиток господарству завдають часті посухи та малопридатні для аграрного виробництва ґрунти і більшість продовольства доводиться імпортувати. У сільськогосподарському обробітку перебуває лише 8,6 % площі держави. Сільське господарство раніше було ключовим видом в країні, але тепер його доля в ВВП — 3,5 % (2003). Головною галуззю слугує відгінне скотарство — розведення верблюдів, кіз, великої рогатої худоби, овець і ослів.
Землеробство розвинуте слабко, площа оброблюваних земель — близько 1 %. Вирощують овочі (в основному помідори), кавуни та дині.
Розвивається рибальство (вилов баракуди, в'юна, карангу, меру, мурени, тунця, ската-манту та інші). Населення займається також полюванням, видобутком перлів, коралів і морських губок.

### Транспорт

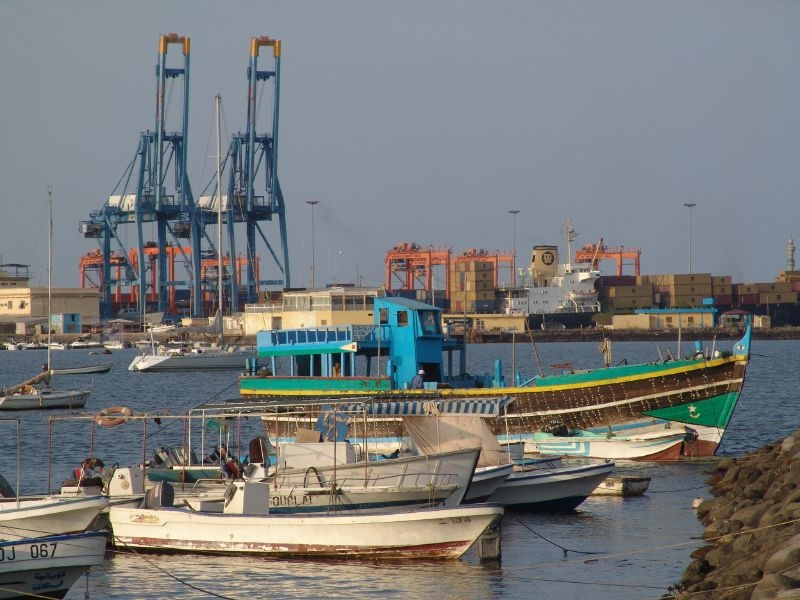
Морський порт Джибуті — головні ворота країни

Транспортна мережа розвиненіша в південних округах. Важливе місце в її структурі належить морському порту в місті Джибуті (відкритий в 1888, в 2000 розпочато його розширення) — транзитного пункту на міжнародних шляхах з Європи і Середземномор'я в Східну Африку і країни Азіатсько-Тихоокеанського регіону. Інші морські порти — Аден і Джидда, Танджер, Обок. Морський торговельний флот у 2004 нараховував 1 судно. Протяжність залізниць (є частиною спільної з Ефіопією залізниці) — 121 км. Перша гілка (м. Джибуті-Дире-Дауа (Ефіопія)) побудована в 1902. Загальна довжина автомобільних доріг — понад 3,5 тис. км (з твердим покриттям — 500 км). Налічується 13 аеропортів та злітно-посадкових майданчиків (3 з них мають тверде покриття). Міжнародний аеропорт Амбулі (за 6 км від столиці) є одним з найбільших в Африці. (усі дані за 2003 р.)

### Туризм
Країна має потенціал для розвитку туристичного бізнесу — наявність досить розгалуженої інфраструктури, піщаних пляжів та пейзажів Таджурської затоки, умови для яхтового спорту і підводного полювання. У 1992 році Джибуті відвідало 41 тис. іноземних туристів, що дало прибуток у 4 млн доларів США, а у 1998 році — лише 20 тис. (переважно французи).
Пам'ятки: тропічний акваріум, центральний ринок, пляж Дорале (м. Джибуті), заповідні острови Маскалі та Муша в затоці Таджура, національний лісопарк Дай, а також екзотична пустельна місцевість, що нагадує місячний ландшафт, недалеко від міста Алі-Сабіе. Підводне полювання (в тому числі на морських черепах) заборонено законом. Вилов риби дозволяється тільки за ліцензією. Заборонені видобуток та вивезення з країни коралів і раковин.

### Зовнішня торгівля
Значну частку в зовнішньоекономічній діяльності країни займає реекспорт товарів. Основні торговельні партнери Джибуті: Сомалі, Ефіопія, Саудівська Аравія, Індія, Китай, Ємен.
Держава експортує: каву, шкіри. Основні покупці: Сомалі (67 %); Ефіопія (22 %); Ємен (3 %). У 2006 році вартість експорту склала 250 млн доларів США.
Держава імпортує: продукти харчування, нафту, устаткування. Основні імпортери: Саудівська Аравія (23 %); Індія (19 %); Китай (10 %). У 2006 році вартість імпорту склала 987 млн доларів США.

## Населення
Населення держави у 2006 році становило 0,49 млн осіб (161-е місце в світі). Густота населення: 20 осіб/км² (152-е місце в світі). Згідно статистичних даних за 2006 рік народжуваність 39,5 ‰; смертність 19,3 ‰; природний приріст 20,2 ‰.
Вікова піраміда населення виглядає наступним чином (станом на 2006 рік):
- діти віком до 14 років — 43,3 % (0,11 млн чоловіків, 0,11 млн жінок);
- дорослі (15-64 років) — 53,3 % (0,14 млн чоловіків, 0,12 млн жінок);
- особи похилого віку (65 років і старіші) — 3,3 % (0,008 млн чоловіків, 0,008 млн жінок).

Понад 100 тис. джибутійців ведуть кочовий або напівкочовий спосіб життя. Понад 45 % населення знаходиться нижче межі бідності.
Гостро стоїть питання репатріації біженців і нелегальних емігрантів (100 тис. осіб — 2003) з Іраку, Ємену, Руанди, Сомалі, Судану, Еритреї та Ефіопії. Джибутійські біженці живуть в Ефіопії, Кенії (бл. 20 тис. осіб — 2001). З 2000 Джибуті стала одним з нових шляхів африканських біженців (через Москву і Таллінн) у Швецію.

### Урбанізація
У Джибуті високі темпи урбанізації, рівень урбанізованості у 1995 році склав 83 %. Головні міста держави: Джибуті (385 тис. осіб), Алі-Сабієх (24 тис. осіб), Діхіл (17 тис. осіб).

### Етнічний склад
Джибуті — поліетнічна держава. Головні етноси, що складають джибутійську націю: сомалійці (48 % — ісса, народності абгаль, далол) — 60 %, афари (данакіль) — 35 %, 5 % — європейці (більшість французів та італійців), араби (в основному вихідці з Ємену), ефіопи.

### Мови
Державні мови: французька і арабська. Сомалійська і афарська мови використовуються більшістю населення республіки.

### Релігії
| Релігія Джибуті | Релігія Джибуті | Релігія Джибуті | Релігія Джибуті | Релігія Джибуті |
| --------------- | --------------- | --------------- | --------------- | --------------- |
| релігія         |                 |                 | відсоток        |                 |
| Іслам           | Іслам           |                 | 94%             | 94%             |
| Християнство    | Християнство    |                 | 6%              | 6%              |

Джибуті — світська держава. Свобода віросповідання гарантується Конституцією, але не заохочується прозелітизм з боку влади, яка також має дипломатичні відносини з Ватиканом. Головні релігії держави: іслам сунітського спрямування (є також невелике число шиїтів) — 94 % населення, католицтво — 2,2 %, православ'я — 3,2 %, приблизно 1 % джибутійців сповідують буддизм і індуїзм.
Іслам почав поширюватися в IX ст. н.е. Кожне місто і селище в Джибуті має свою мечеть, куди жителі ходять на поклоніння. Також мусульмани ходять до гробниць своїх колишніх релігійних лідерів, і ті, вважаються святими місцями. Найвідоміше священне місце для прихильників ісламу в Джибуті — могила шейха Абу Язід (Abu Yazid), що розташоване в горах Года.
Більшість християн походять з Ефіопії або європейських країн і в основному належать до ефіопської православної церкви і Римсько-католицької церкви. 3,2 % населення православні ефіопського патріархату. Є ще невелика протестантська громада у кілька сотень осіб, хоча протестантська церква Джибуті була створена в 1960 році. Римо-католицька єпархія є в місті Джибуті, але тільки 1 або 2 % населення входить до складу цієї єпархії. Також в країні присутні послідовники грецької православної церкви, зі своїми місіями на узбережжі Червоного моря. В Джибуті віднедавна ще й з'явилися послідовники ордену менонітів, їх місія також діє в Джибуті.

### Охорона здоров'я
Охорона здоров'я ще в середині XX століття була в зародковому стані. Очікувана середня тривалість життя в 2006 році становила 43,2 року: для чоловіків — 41,9 року, для жінок — 44,5 року. Смертність немовлят до 1 року становила 102 ‰ (станом на 2006 рік) — країна входить у першу десятку держав Африки за цим показником. Населення забезпечене місцями в стаціонарах лікарень на рівні 1 ліжко-місце на 370 жителів; лікарями — 1 лікар на 5255 жителів (станом на 1995 рік). З 2000 років витрати на охорону здоров'я становили 5 % від ВВП.
Брак чистої питної води призводить до спалахів кишкових інфекційних захворювань. 
У регіоні переважають інфекційні (в тому числі туберкульоз) захворювання. У 2003 році нараховувалося 9,1 тис. хворих на СНІД та ВІЛ-інфікованих, померли 690 осіб. Темпи зростання захворюваності на СНІД — 2,9 % на рік (2003).
У більшості випадків негатив у сфері охорони здоров'я пояснюється рівнем корупції, клановістю суспільства та впливом іноземної міграції. Згідно з даними доповіді ООН про гуманітарному розвитку планети (2001) Республіка Джибуті в рейтингу країн знаходилася на 153 місці.
Лікарські кадри готуються за кордоном (Алжирі, Марокко, Тунісі, Франції та Росії). Окрім Франції, фінансову допомогу системі охорони здоров'я надавали Німеччина, Ірак і Лівія.

### Освіта

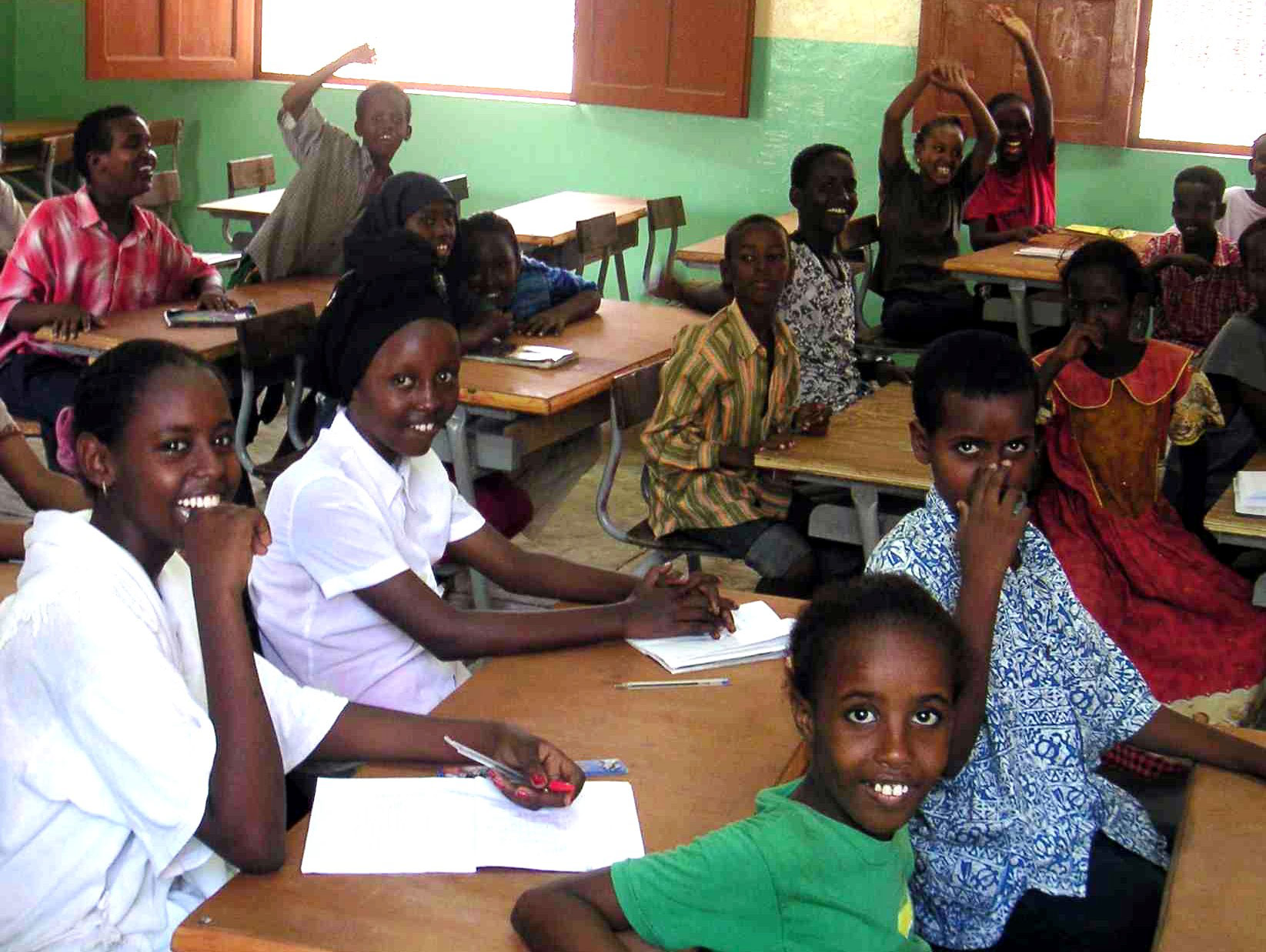
У шкільному класі

Рівень письменності в 2003 році становив 69,9 %: 78 % серед чоловіків, 58,4 % серед жінок. Витрати на освіту в 1996 році склали 3 % від ВВП, 10,5 % усіх державних громадських видатків.
У Джибуті єдина платна система освіти що включає початкові та неповні середні школи, 3 ліцеї. У країні запроваджено 6-річну обов'язкову шкільну освіту (декларується як безкоштовна). Середня освіта (7 років) починається з 12-річного віку і проходить у два етапи — 4 і 3 роки. У 2001 році початкові школи відвідували 37,9 тис. дітей відповідного віку. Налічується декілька десятків шкіл з вивчення Корану.
Вищих навчальних закладів немає. Середня технічна та вища освіта здобувалася джибутійською молоддю за кордоном (в основному у Франції, в кін. 1990-х студенти з Джибуті навчалися також в російських вузах). 55 % випускників після закінчення навчання на батьківщину не повертаються. З 2000 року почалася реалізація програми реформування системи освіти.

### Інтернет
У 2001 році всесвітньою мережею Інтернет у Джибуті користувались лише 750 осіб.

## Культура

### Архітектура
Їй притаманна мішанина арабського, африканського і західноєвропейського стилів. Традиційний вид житла — невеликий одно- або двоповерховий будинок під плоскою покрівлею, оточений терасою і галереєю. Доволі товсті стіни, що захищають від спеки, зводять з блоків мадрепора (місцевий будівельний матеріал коралового походження). Вікна та двері — дерев'яні, прикрашені галереєю. Багато прикладів ісламського, османського та французького впливу можна побачити в місцевих будинках, у яких містяться орнаментальні творіння майстрів з ретельно вибудованими мотивами і каліграфією. У кочових народів помешканням служать, покриті шкірою намети або пасовища з циновок. В місті Джибуті збереглися квартали, побудовані в колоніальному стилі. У сучасному будівництві використовуються алюміній, залізобетонні конструкції і скло.

### Образотворче мистецтво
Професійні живопис і скульптура перебувають у стадії формування. Широко відоме в країні ім'я молодого художника «Роберта» (псевдонім Мохаммеда Хусейна). Поширені художні промисли — плетіння виробів з тростини, виготовлення сувенірів (опудала представників водного світу, різноманітні черепашки, вироби з каміння та коралів).

### Театр
Зародження національного театру почалося наприкінці 1980-х. При Палаці народу (побудований в у. Джибуті у 1985) працюють кілька театральних колективів. У столиці діє аматорський театр «Салин», на сцені якого виступають гастролюючі іноземні артисти.

### Музика й танці
Багатство і самобутність мистецтва Джибуті передається і зберігається в усній формі, в основному через пісню. Гра на музичних інструментах, пісні й танці є невід'ємною частиною самобутньої культури народів Джибуті. Традиційна музика виконується на тамтамах. У XX столітті на неї вплинули сучасна європейська і арабська музичні культури. При Палаці народу (побудований у м. Джибуті у 1985) працюють кілька музично-танцювальних колективів.

### Кухня
Смачна місцева кухня з великою кількістю різноманітних соусів. На національну кухню країни вплинули ефіопські кулінарні традиції. Серед типових продуктів: м'ясо (в основному яловичина), овочі, соуси, приправи і спеції. Найпопулярнішим напоєм є пиво, варити яке вміє практично кожен місцевий житель. Варити пиво вміє практично кожен місцевий житель. Незважаючи на те, що в більшості своїй страви кухні Джибуті приготовані за простими рецептами, вони славляться неперевершеним смаком. Особливою популярністю у приїжджих туристів користуються вишукані делікатеси. Крім того, країна славиться: великою кількістю різних соусів, великими коржиками, приготованими з теффовой та пшеничного борошна, сирим парним м'ясом. Великі коржі подають у всіх ресторанах. Випікають їх за старовинними рецептами. І місцевим жителям, і туристам також подобаються такі національні страви, як: стейк «тартар»; сира мелена яловичина зі всілякими приправами; дуже гострий соус бербер (його подають практично до всіх страв); пряна і дуже гостра паста з перцю. Яловичина — типовий продукт для цих місць Традиційні страви Джибуті заслуговують особливої уваги, і, звичайно, знаходять своє визнання у справжніх цінителів екзотичної їжі.

### Одяг
Джибутійське вбрання відповідає спекотному і посушливому клімату регіону. Тут майже не вдягаються в одяг прозахідного стилю, такого, як джинси та футболки. Чоловіки, як правило, носять «макавіс», який чимось нагадує «саронг» — вбрання яке носять навколо талії. Серед кочівників, більшість носить вільно загорнуті білі бавовняні халати, які ще називають «тобой», що спускаються приблизно до коліна, та перекинуті через плече (так само, як римські «тоги»). Жінки, як правило, носять «дірак», який є довгою, легкою напівпрозорою вуаль-сукнею з бавовни, та ще носять схожу на блузу, але надто подовжену із щільних матерій, а під нею бюстгальтер. Одружені жінки, як правило, носять на голові хустки, що називаються «шаш», а також часто використовують шаль, яка прикриває їх верхню частину тіла й називається «гарбаса». Не перебуваючі у шлюбі або молоді жінки не завжди покривають свої голови. Традиційний арабський костюм, для чоловіків — «джеллабія» і для жінок «ніджаб». У деяких випадках, таких, як фестивалі чи свята, жінки прикрашають себе спеціальними прикрасами та головними уборами, аналогічними тим, які носили у старі часи берберські племена з Магриба.

### Свята
- 1 січня Новий рік
- дата-день (не постійна) між кінцем грудня та початком лютого — Ід ель-Кебір (мусульманське свято Ід аль-Адха — Курбан-байрам)
- дата-день (не постійна) в грудні-лютому — 1-й день мухарама (Новий рік за мусульманським календарем)
- 1 травня Свято праці
- дата-день (не постійна) навесні-влітку — Мулуд (Маулід-ан-Набі, день народження Пророка Магомета)
- 27 червня День незалежності (з 1977 року)
- дата-день (не постійна) в жовтні — Аль-ісра аль-мірадж (Раджаб-байрам — Мусульманське свято в пам'ять про нічні подорожі Пророка з Мекки в Єрусалим і назад)
- дата-день в жовтні — на початку листопада — Рамадан (Ід аль-фітр, Ураз-байрам), Мусульманське свято разговенія)

На додаток до Ісламського календаря, мусульмани в Джибуті також відзначають перший день Нового Року (1 січня) і День Праці (1 травня), як додаткові та дозволені свята.

### Засоби масової інформації
В Джибуті видаються: французькою та арабською мовами — щотижнева газета «Ля Насьон де Джибуті» (La Nation de Djibouti — «Народ Джибуті», також нерегулярно виходить додаток до нього сомалійською мовою), французькою мовою — офіційний вісник уряду "Журнали офісьель де ля Репюблік де Джибуті «(Journal officiel de la République de Djibouti — „Офіційна газета Республіки Джибуті“), газета» Ле Прогре "(Le Progrès -«Прогрес») — друкований орган правлячої НОП, тижневик «Ле Ренуво»(Le Renouveau -«Оновлений») — друкований орган ПДО і католицький журнал «Карфур африкен» та інші видання.
«Джибутійське інформаційне агентство, АДЖІ» (Agence Djiboutienne d "Information, ADJI) створено в 1978, діє з 1982. Урядова служба радіомовлення і телебачення працює з 1956 (в 1991 побудована сучасна багатоповерхова студія), щоденні передачі ведуться французькою, арабською та афарською мовами, а також сомалійською мовою. Телепередачі транслюються лише на місто Джибуті і його передмістя.

### Спорт
Спорт в Джибуті розвивається доволі повільно. Найбільше виділяються: легка атлетика, футбол, підводне плавання та інші спортивні види, хоча досягнення джибутійських спортсменів в більшості видів не вражають й знаходяться на рівні «головне участь, а не перемога». Все це пояснюється скудним економічним потенціалом країни та суспільними звичками (жувати кат — головний вид спорту і найбільша проблема країни). Хоча й усвідомлюючи головні світові тенденції в спорті, державні та громадські структури доволі значну підтримку надають розвитку футболу, який став наймасовішим в Джибуті (навіть проводиться свій власний чемпіонат), але це все ще в зародковому стані — тому й успіхів жодних не було.
А от в легкій атлетиці, яку культивують на любительському рівні, вдалося добитися деяких успіхів. Все починалося ще за французького панування, коли в закритих навчальних закладах та військових частинах колоністи практикувалися в спортивних змаганнях, поміж них потроху здобували спортивних звичок й місцеві жителі. Хоча Коран не забороняє спортивних звитяг, але світсько-церковна верхівка країни з презирством ставилася до таких дій, але з плином часу та завдяки успішним й затятим спортовцям вдалося переконати джибутійське суспільство в протилежному та здобути прихильність до спорту. Без сумніву, що найголовнішим звитяжцем — прапором спортивного руху став «герой-олімпієць» Ахмед Салах.
Ахмед Салах (араб. حسين أحمد صلاح, (нар. 31 грудня 1956)) — джибутійській легкоатлет, марафонець. Бронзовий призер Олімпійських ігор 1988 року в Сеулі, учасник Олімпійських ігор 1992 і 1996 років. Єдиний джибутійський призер Олімпійських ігор. Дворазовий срібний призер чемпіонатів світу в марафонську забігові 1987 і 1991 років. Переможець багатьох міжнародних марафонів, включаючи марафон в Парижі, Белграді, Відні.